# 상량식
상량식(上樑式)은 목조 건물의 골재가 거의 완성된 단계에서 대들보 위에 대공을 세운 후에 최상부 부재인 마룻대(상량)를 올리고 거기에 공사와 관련된 기록과 축원문이 적힌 상량문을 봉안하는 의식이다. 본래 목조 건축과 관련된 의식이지만 현대에도 건물을 신축하는 과정에서 철골 공사의 마지막 부재를 올리는 의식을 지칭하는데 사용되기도 한다.
요즘 행사는 종종 홍보 목적으로 미디어 행사에 맞춰져 있다. 이후 의식이 있건 없건간에 건물의 구조를 더 일반적으로 마무리한다는 의미로 왔다.